# Johann Ephraim Scheibel
Johann Ephraim Scheibel (Wrocław, 5 de setembro de 1736 – Wrocław, 31 de maio de 1809) foi um matemático, físico e astrônomo alemão.
Em 1794 foi eleito membro correspondente da Academia de Ciências de Göttingen.
Pai do teólogo evangélico e professor universitário Johann Gottfried Scheibel.

## Publicações selecionadas
- Einleitung zur mathematischen Bücherkenntniß, 20 Abteilungen, Meyer, Breslau 1769–98.
- Unterricht vom Gebrauche der künstlichen Himmels- und Erdkugeln, Korn, Breslau 1779, ergänzt um Erläuterungen und Zusätze. Breslau 1785.
- Beytrag zur Geschichte des Elisabetanischen Gymnasii, Breslau 1799.
- Geschichte der seit dreihundert Jahren in Breslau befindlichen Stadtbuchdruckerey als ein Beitrag zur allgemeinen Geschichte der Buchdruckerkunst, Graß und Barth, Breslau 1804.